# David C. Johnson
David Clarck Johnson (Baltimora, 23 marzo 1962) è un regista e sceneggiatore statunitense.

## Filmografia

### Regista
- Drop Squad (1994)
- Riot (film TV) (1997)

### Sceneggiatore
- Drop Squad (1994)
- Riot (film TV) (1997)
- Woo (1998)
- Animal (2005)